# Philinoglossa remanei
Philinoglossa remanei is een slakkensoort uit de familie van de Philinoglossidae. De wetenschappelijke naam van de soort is voor het eerst geldig gepubliceerd in 1958 door Marcus Ev. & Er..